# Udo Witte
Udo Witte (* 1952 in Berlin) ist ein deutscher Film- und Fernsehregisseur.

## Leben

### Ausbildung
Witte erhielt sein Regiediplom an der Hochschule für Film und Fernsehen „Konrad Wolf“ (HFF) in Potsdam-Babelsberg.

### Regiearbeit
Er zeichnete als Regisseur für Fernsehserien wie Klinikum Berlin Mitte – Leben in Bereitschaft, Kommissar Rex, Der Bulle von Tölz, Edel und Starck, Abschnitt 40 und viele andere verantwortlich.
Zu den bekanntesten Spielfilmen, die Witte als Regisseur inszenierte, gehören Trügerische Nähe, Fluch der Begierden, Tatort: Todesfahrt, Die Blücherbande und viele andere.

### Tätigkeit als Produzent
2009 gründete Udo Witte gemeinsam mit dem Producer und Filmwissenschaftler Viktor Witte (seinem Sohn) die Berliner Viletafilm Produktion, die vornehmlich auf die Entwicklung von Film- und Fernsehformaten spezialisiert ist.

## Filmografie
- 1987–1988: Der Staatsanwalt hat das Wort (2 Folgen)
- 1989: Polizeiruf 110: Drei Flaschen Tokajer (TV-Reihe)
- 1990–1992: Großstadtrevier (7 Folgen)
- 1991: Unsere Hagenbecks (Fernsehserie)
- 1994: SOKO 5113 (6 Folgen)
- 1994: Kommissar Rex (2 Folgen)
- 1994: Dr. Stefan Frank – Der Arzt dem die Frauen vertrauen (Fernsehserie, 11 Folgen)
- 1995: Die Versuchung – Der Priester und das Mädchen (Fernsehfilm)
- 1996: OP ruft Dr. Bruckner – Die besten Ärzte Deutschlands (Pilotfilm und 4 Folgen)
- 1997: Trügerische Nähe (Fernsehfilm)
- 1998: Kommissar Rex (Pilotfilm und 1 Folge, 1998)
- 1998: Eine Sünde zuviel (Fernsehfilm)
- 2000: Fluch der Begierden (Fernsehfilm)
- 2000: Klinikum Berlin Mitte – Leben in Bereitschaft (Pilotfilm und 3 Folgen)
- 2001: Der Club der grünen Witwen (Fernsehfilm)
- 2001: Victor – Der Schutzengel (Fernsehserie)
- 2001: Abschnitt 40 (Pilotfilm und 5 Folgen)
- 2002: Tatort: Todesfahrt
- 2005: Wenn der Vater mit dem Sohne (Fernsehfilm)
- 2004: Am Kap der Liebe (Fernsehfilm)
- 2004–2005: Edel & Starck (6 Folgen)
- 2004: Mogelpackung Mann (Fernsehfilm)
- 2005: Der Bulle von Tölz (2 Folgen)
- 2006: Die Alpenklinik I (Fernsehfilm)
- 2007: Die Alpenklinik II (Fernsehfilm)
- 2007: Allein unter Bauern (2 Pilot-Folgen)
- 2008: Zwei Herzen und zwölf Pfoten (Fernsehfilm)
- 2009: Die Blücherbande (Fernsehfilm)
- 2009: Am Kap der Liebe – Unter der Sonne Uruguays (Fernsehfilm)
- 2009: Schaumküsse (Fernsehfilm)
- 2009: Notruf Hafenkante (3 Folgen)
- 2010: SOKO Stuttgart – Unter Verdacht
- 2010: Notruf Hafenkante (4 Folgen)
- 2010: Heute bei Mo. Ku´Damm Ecke Adenauer (Internetserie, Pilotfilm)
- 2011: Inga Lindström: Frederiks Schuld (Fernsehfilm)
- 2012: Aus Liebe zu dir (Fernsehfilm)
- 2012: Inga Lindström: Sommer der Erinnerung (Fernsehfilm)
- 2013: Die letzten Millionen (Fernsehfilm)
- 2013: Papa auf Probe
- 2014: Eins ist nicht von dir (Fernsehfilm)
- 2015: Heimat ist kein Ort (Fernsehfilm)
- 2018: Das Kindermädchen: Mission Südafrika
- 2019: Inga Lindström – Heimkehr (Fernsehfilm)